# Charles Wagner
Charles F. Wagner (Pittsburgh, 20 de março de 1895 — Pittsburgh, 4 de janeiro de 1970) foi um engenheiro elétrico estadunidense. Trabalhou na Westinghouse Electric Corporation. Recebeu a Medalha Edison IEEE  de 1951, por "contribuições significativas no campo da engenharia de sistemas de potência". 
Wagner obteve um bacharelado (B.S.) no Carnegie Institute of Technology em 1917, com um ano de trabalho de pós-graduação na Universidade de Chicago.